# Александр Клуґе
Александр Клуґе (Клюге; нім. Alexander Kluge; 14 лютого 1932, Гальберштадт) — німецький режисер, письменник, продюсер, один з ідеологів «нового німецького кіно».

## Біографія
Александр Клуґе народився в сім'ї доктора медицини Ернста Клуґе і його дружини Аліси, вродженою Гаусдорф. До кінця війни відвідував гімназію у Гальберштадту. У 13 років став свідком великого бомбардування рідного міста. З 1946 року відвідував гімназію в Шарлоттенбурзі, Берлін. Потім вивчав юриспруденцію, історію і церковну музику у Фрайбурзі, магдебурзі і Франкфурті-на-Майні, де він, зокрема, відвідував семінари Теодора В. Адорно. У 1956 році захистив дисертацію на тему самоврядування в університетах, разом з Гельмутом Бекером написав книгу «Культурна політика і контроль за витратами». У наступні роки разом зі зйомками фільмів опублікував ряд наукових книг, таких як «Громадськість і досвід» (1972, разом з Оскаром Негтом), «Економіка кіно у ФРН і Європі» (1973, разом з Флоріаном Горфом і Михаелем Достом), «Критична теорія і марксизм» (1974, разом з Негтом) і інші.
У 1958 році був волонтером на студії Артура Браунера «ССС-фільм» в Західному Берліні, у тому числі під час зйомок фільму Фріца Ланга «Індійська гробниця». В цей час написав ряд оповідань і начерків сценаріїв. За свій перший короткометражний фільм «Брутальность у камені» (1960, разом з Петером Шамоні) на Міжнародному кінофестивалі короткометражних фільмів в Обергаузені отримав один з головних призів. У 1962 році був одним з ініціаторів «маніфесту Обергаузена», в якому 26 молодих режисерів заявили про смерть реставративного кіно 1950-х і про намір протиставити йому свої фільми. У наступні роки при державній підтримці виникли перші роботи «Молодого німецького кіно». Клуґе, Едгара Райца і Деттена Шляйєрмахера призначили керівниками «кіноінституту» в Ульмі. Головна мета школи, заснованої за ініціативою групи Обергаузена, полягала у створенні теоретичного центру кіно.
У 1963 році Александр Клуґе заснував власну виробничу фірму. Завдяки фільмам «Прощання з минулим» (1966) і «Артисти під куполом цирку: безпорадні» (1968) він завоював позицію визнаного аутсайдера західнонімецького кіно.
Клуґе був ініціатором колективних публіцистичних фільмів «Німеччина восени» (1977), «Кандидат» (1980) та «Війна і світ» (1982), присвячених актуальним політичним подіям. У цей період він виступав за зближення кіно і телебачення. Фільми-есе «Влада почуттів» (1983) і «Настання сьогодення на решту часу» (1985) стали його останніми великими роботами в кіно.
У 1987 році він засновував dctp (Development Company for Television Program), що стала платформою для незалежних програм на приватному німецькому телебаченні. Компаньйони dctp — Александр Клуґе (37,5 %), японське рекламне агентство Dentsu (37,5 %), видавництво Spiegel (12,5 %) і Neue Zürcher Zeitung AG (12,5 %). Сам Клуґе є керівником компанії, а також автором незалежних передач-інтерв'ю, присвячених культурі.
У 2003 році був удостоєний премії Георга Бюхнера, в 2008 році — почесного Німецького кінопризу «Лола» за сукупність творчості, у 2009 році — премії Теодора Адорно, а в 2010 році — призу імені Адольфа Грімме.
Александр Клуґе одружений, має двох дітей, живе у Мюнхені.

## Ставлення до України
Був серед підписантів відкритого листа німецькому бундесканцлеру Шольцу від 29.04.2022 з проханням обмежити постачання зброї Україні під час російського вторгнення 2022 року.

## Обрана фільмографія
| Рік  |  | Назва українською                                             |  | Оригінальна назва                                                         |  | Опис                                                                    |
| ---- |  | ------------------------------------------------------------- |  | ------------------------------------------------------------------------- |  | ----------------------------------------------------------------------- |
| 1966 |  | Прощання з минулим                                            |  | Abschied von gestern                                                      |  |                                                                         |
| 1967 |  | Артисти під куполом цирку: безпорадні                         |  | Die Artisten in der Zirkuskuppel: ratlos                                  |  |                                                                         |
| 1969 |  | Нескорена Лені Пайкерт                                        |  | Die unbezähmbare Leni Peickert                                            |  |                                                                         |
| 1970 |  | Реформаторський цирк (Результат невідомий)                    |  | Reformzirkus                                                              |  | телевізійний                                                            |
| 1970 |  | Великий гармидер                                              |  | Der große Verhau                                                          |  |                                                                         |
| 1972 |  | Віллі Тоблер і загибель 6-го флоту                            |  | Willi Tobler und der Untergang der 6. Flotte                              |  |                                                                         |
| 1973 |  | Випадкова робота рабині                                       |  | Gelegenheitsarbeit einer Sklavin                                          |  |                                                                         |
| 1974 |  | В час загрози і наруги компроміс веде до згуби                |  | In Gefahr und größter Not bringt der Mittelweg den Tod                    |  | спільно з Едгаром Райцом                                                |
| 1975 |  | Сильний Фердинанд                                             |  | Der starke Ferdinand                                                      |  |                                                                         |
| 1978 |  | На битву страшну я в страху повз сьогодні вночі               |  | Zu böser Schlacht schleich ich heut Nacht so bang                         |  |                                                                         |
| 1978 |  | Німеччина восени                                              |  | Deutschland im Herbst                                                     |  | спільно зі Шльондорфом, Фасбіндером, Едгаром Райцом та ін.              |
| 1979 |  | патріотка                                                     |  | Die Patriotin                                                             |  |                                                                         |
| 1980 |  | Кандидат                                                      |  | Der Kandidat                                                              |  | спільно зі Шльондорфом, Штефаном Аустом і Александром фон Ешвеґе        |
| 1982 |  | Війна і мир                                                   |  | Krieg und Frieden                                                         |  | спільно з Штефаном Аустом, Акселем Енгстфельдом і Фолькером Шльондорфом |
| 1983 |  | Влада почуттів                                                |  | Die Macht der Gefühle                                                     |  |                                                                         |
| 1985 |  | Наступ сьогодення на решту часу                               |  | Der Angriff der Gegenwart auf die übrige Zeit                             |  |                                                                         |
| 1986 |  | Змішані вісті (Різноманітні новини)                           |  | Vermischte Nachrichten                                                    |  |                                                                         |
| 2008 |  | Вісті з ідеологічної античності. Маркс - Ейзенштейн - Капітал |  | Nachrichten aus der ideologischen Antike. Marx — Eisenstein — Das Kapital |  |                                                                         |
| 2012 |  | Людина 2.0 - Еволюція в наших руках                           |  | Mensch 2.0 - Die Evolution in unserer Hand                                |  |                                                                         |